# 페이탈 피어
《페이탈 피어》(영어: Fear)는 1996년 개봉한 미국의 심리 스릴러 영화로, 제임스 폴리가 감독했다. 유니버설 픽처스가 배급했으며, 상업적인 성공은 거뒀으나 작품성에 대해서는 평가가 엇갈렸다. 대한민국에서는 청소년 관람 불가 등급이다.

## 줄거리
시애틀 교외에 사는 니콜은 사랑을 막연히 장밋빛으로 그리고 있는 16살 학생이다. 엄한 아버지 스티븐 밑에서 자란 그녀는 그리 사람을 보는 안목도 없다.
니콜은 자신과 정반대로 강하고 순응적이지 않은 데이비드를 알게 된다. 니콜은 자신이 교육받은 것과 전혀 다른 데이비드의 모습에 매력을 느껴 사귀게 된다.
하지만 이를 알게 된 스티븐은 데이비드를 보고 이상한 느낌을 받아 뒷조사를 감행한다. 데이비드가 고아에 범죄 전과까지 있다는 것을 알게 된 스티븐은 격분한 나머지 니콜이 절대 그를 만나지 못하게 하려고 기를 쓴다. 스티븐이 니콜과 만나지 말라고 데이비드에게 으름장을 놓자 데이비드는 스스로를 때린 뒤 니콜을 불러내 스티븐이 자신을 때렸다고 거짓말을 친다.
후에 데이비드는 니콜의 친구 마고를 성폭행한다. 밖에서 이 장면을 목격한 니콜은 둘이 그저 성관계를 즐기고 있다고 오해하고 질겁한다. 충격에 빠진 마고는 니콜을 찾아가지만 냉대만 받을 뿐이며, 마고가 니콜의 집에서 나오자마자 데이비드가 마고를 쫓아와 괴롭히며 폭행한다.
니콜은 데이비드가 보여온 폭력적인 행동을 바탕으로 그에게 정신착란증과 비슷한 증세가 있다는 것을 깨닫는다. 니콜은 데이비드와 헤어지려 하지만 데이비드는 막무가내이다. 니콜의 친구 게리가 나서서 니콜을 데이비드로부터 보호하려고 하자 데이비드는 방과 후 게리를 뒤쫓아가 죽여버린다. 마고가 게리의 죽음을 알리자 니콜은 누구의 짓인지 직감으로 알아차린다.
스티븐이 데이비드의 집을 난장판으로 만든 뒤 데이비드는 충성스러운 부하 같은 친구들 넷과 함께 니콜의 집에 찾아와 개의 목을 잘라버리고 행패를 부리기 시작한다. 데이비드는 니콜의 부모를 줄로 묶고 집 안을 부순 끝에 스티븐을 죽이려 한다. 데이비드가 자신을 공격한 니콜에게 덤벼들려 하자 스티븐은 사투를 벌여 2층 창문 밖으로 데이비드를 던져버린다. 데이비드는 즉사하고, 가족들과 마고가 함께 포옹하면서 영화가 끝이 난다.

## 출연
- 마크 월버그 - 데이비드 매콜 역. 겉만 멀쩡하고 실은 정신병을 앓고 있으며, 니콜을 가지려고 혈안이 돼있다.
- 리스 위더스푼 - 니콜 워커 역. 16살 소녀로 데이비드와 사랑에 빠져 있다. 데이비드의 정체를 알아차린 아버지는 교제를 방해하지만, 데이비드는 니콜을 만날 때마다 상냥하게 굴어 니콜은 그의 실체를 전혀 모른다.
- 윌리엄 피터슨 - 스티븐 워커 역. 니콜의 아버지로, 니콜을 끔찍히 보호하려는 모습을 보인다. 아버지의 전형인 인물이다.
- 얼리사 밀라노 - 마고 매시 역. 니콜의 절친이며, 데이비드의 친구 로건과 사귄다.
- 에이미 브레너먼 - 로라 워커 역. 스티븐의 아내이며, 니콜에게는 계모이다. 초반에 데이비드의 위험성을 알아차리지 못해 니콜과 데이비드의 교제를 되레 옹호한다.
- 제드 리스 - 노비 역
- 토드 콜더컷 - 게리 로머 역. 니콜의 친구로, 데이비드가 죽인다.
- 크리스토퍼 그레이 - 토비 워커 역. 로라의 아들이자 니콜의 의붓 남자 형제이다.
- 앤드루 에얼리 - 앨릭스 맥다월 역